# Championnat d'Europe de rugby à XV des moins de 18 ans 2023
 (novembre 2023).
Si vous disposez d'ouvrages ou d'articles de référence ou si vous connaissez des sites web de qualité traitant du thème abordé ici, merci de compléter l'article en donnant les références utiles à sa vérifiabilité et en les liant à la section « Notes et références ».
 (novembre 2023).
La mise en forme du texte ne suit pas les recommandations de Wikipédia : il faut le « wikifier ».
Les points d'amélioration suivants sont les cas les plus fréquents. Le détail des points à revoir est peut-être précisé sur la page de discussion.
- Les titres sont pré-formatés par le logiciel. Ils ne sont ni en capitales, ni en gras.
- Le texte ne doit pas être écrit en capitales (les noms de famille non plus), ni en gras, ni en italique, ni en « petit »…
- Le gras n'est utilisé que pour surligner le titre de l'article dans l'introduction, une seule fois.
- L'italique est rarement utilisé : mots en langue étrangère, titres d'œuvres, noms de bateaux, etc.
- Les citations ne sont pas en italique mais en corps de texte normal. Elles sont entourées par des guillemets français : « et ».
- Les listes à puces sont à éviter, des paragraphes rédigés étant largement préférés. Les tableaux sont à réserver à la présentation de données structurées (résultats, etc.).
- Les appels de note de bas de page (petits chiffres en exposant, introduits par l'outil «  Source ») sont à placer entre la fin de phrase et le point final[comme ça].
- Les liens internes (vers d'autres articles de Wikipédia) sont à choisir avec parcimonie. Créez des liens vers des articles approfondissant le sujet. Les termes génériques sans rapport avec le sujet sont à éviter, ainsi que les répétitions de liens vers un même terme.
- Les liens externes sont à placer uniquement dans une section « Liens externes », à la fin de l'article. Ces liens sont à choisir avec parcimonie suivant les règles définies. Si un lien sert de source à l'article, son insertion dans le texte est à faire par les notes de bas de page.
- La présentation des références doit suivre les conventions bibliographiques. Il est recommandé d'utiliser les modèles {{Ouvrage}}, {{Chapitre}}, {{Article}}, {{Lien web}} et/ou {{Bibliographie}}. Le mode d'édition visuel peut mettre en forme automatiquement les références.
- Insérer une infobox (cadre d'informations à droite) n'est pas obligatoire pour parachever la mise en page.

Pour une aide détaillée, merci de consulter Aide:Wikification.
Si vous pensez que ces points ont été résolus, vous pouvez retirer ce bandeau et améliorer la mise en forme d'un autre article.
Navigation
Championnat d'Europe des moins de 18 ans 2022 Championnat d'Europe des moins de 18 ans 2024
Le championnat d'Europe de rugby à XV des moins de 18 ans 2023 réunit 8 nations.
L'édition 2023 se déroule à Prague, en Tchéquie. La compétition se déroule du samedi 11 novembre au samedi 18 novembre 2023, au stade Markéta (en).
La Suisse s'est qualifiée pour cette édition en vainquant la Pologne 27-15.

## Présentation

### Équipes en compétition
| Groupe Elite |
| ------------ |
| Belgique     |
| Espagne      |
| Géorgie      |
| Pays-Bas     |
| Portugal     |
| Roumanie     |
| Suisse       |
| Tchéquie     |

### Format
Les 8 équipes participent à un quart de finale. La suite de la compétition se fait par élimination directe à chaque tour. Des matchs de classement ont également lieu.

## Phase finale

### Tableau principal
|  | Quarts de finale                                     | Quarts de finale                                     |                                              |                                              | Demi-finales                                                  | Demi-finales                                                  |    |  | Finale                                               | Finale                                               |
|  | Quarts de finale                                     | Quarts de finale                                     |                                              |                                              | Demi-finales                                                  | Demi-finales                                                  |    |  | Finale                                               | Finale                                               |
|  |                                                      |                                                      |                                              |                                              |                                                               |                                                               |    |  |                                                      |                                                      |
|  | le 11 novembre 2023 à 11h20 au stade Markéta, Prague | le 11 novembre 2023 à 11h20 au stade Markéta, Prague |                                              |                                              | le 14 novembre 2023 à 13h30 au stade Markéta, Prague (Prague) | le 14 novembre 2023 à 13h30 au stade Markéta, Prague (Prague) |    |  | le 18 novembre 2023 à 16h25 au stade Markéta, Prague | le 18 novembre 2023 à 16h25 au stade Markéta, Prague |
|  | le 11 novembre 2023 à 11h20 au stade Markéta, Prague | le 11 novembre 2023 à 11h20 au stade Markéta, Prague |                                              |                                              | le 14 novembre 2023 à 13h30 au stade Markéta, Prague (Prague) | le 14 novembre 2023 à 13h30 au stade Markéta, Prague (Prague) |    |  | le 18 novembre 2023 à 16h25 au stade Markéta, Prague | le 18 novembre 2023 à 16h25 au stade Markéta, Prague |
|  | Portugal                                             | 22                                                   |                                              |                                              | le 14 novembre 2023 à 13h30 au stade Markéta, Prague (Prague) | le 14 novembre 2023 à 13h30 au stade Markéta, Prague (Prague) |    |  | le 18 novembre 2023 à 16h25 au stade Markéta, Prague | le 18 novembre 2023 à 16h25 au stade Markéta, Prague |
|  | Portugal                                             | 22                                                   |                                              |                                              | le 14 novembre 2023 à 13h30 au stade Markéta, Prague (Prague) | le 14 novembre 2023 à 13h30 au stade Markéta, Prague (Prague) |    |  | le 18 novembre 2023 à 16h25 au stade Markéta, Prague | le 18 novembre 2023 à 16h25 au stade Markéta, Prague |
|  | Roumanie                                             | 15                                                   |                                              |                                              | le 14 novembre 2023 à 13h30 au stade Markéta, Prague (Prague) | le 14 novembre 2023 à 13h30 au stade Markéta, Prague (Prague) |    |  | le 18 novembre 2023 à 16h25 au stade Markéta, Prague | le 18 novembre 2023 à 16h25 au stade Markéta, Prague |
|  | Roumanie                                             | 15                                                   | Portugal                                     | 34                                           |                                                               |                                                               |    |  | le 18 novembre 2023 à 16h25 au stade Markéta, Prague | le 18 novembre 2023 à 16h25 au stade Markéta, Prague |
|  | le 11 novembre 2023 à 16h20 au stade Markéta, Prague |                                                      | Portugal                                     | 34                                           |                                                               |                                                               |    |  | le 18 novembre 2023 à 16h25 au stade Markéta, Prague | le 18 novembre 2023 à 16h25 au stade Markéta, Prague |
|  |                                                      | Espagne                                              | 6                                            |                                              |                                                               |                                                               |    |  | le 18 novembre 2023 à 16h25 au stade Markéta, Prague | le 18 novembre 2023 à 16h25 au stade Markéta, Prague |
|  | Espagne                                              | Espagne                                              | 6                                            | 25                                           |                                                               |                                                               |    |  | le 18 novembre 2023 à 16h25 au stade Markéta, Prague | le 18 novembre 2023 à 16h25 au stade Markéta, Prague |
|  | Espagne                                              |                                                      |                                              | 25                                           |                                                               |                                                               |    |  | le 18 novembre 2023 à 16h25 au stade Markéta, Prague | le 18 novembre 2023 à 16h25 au stade Markéta, Prague |
|  | Tchéquie                                             | 15                                                   |                                              |                                              |                                                               |                                                               |    |  | le 18 novembre 2023 à 16h25 au stade Markéta, Prague | le 18 novembre 2023 à 16h25 au stade Markéta, Prague |
|  | Tchéquie                                             | 15                                                   | Portugal                                     | 3                                            |                                                               |                                                               |    |  |                                                      |                                                      |
|  | le 11 novembre 2023 à 8h50 au stade Markéta, Prague  |                                                      | Portugal                                     | 3                                            |                                                               |                                                               |    |  |                                                      |                                                      |
|  |                                                      | Géorgie                                              | 19                                           |                                              |                                                               |                                                               |    |  |                                                      |                                                      |
|  | Belgique                                             | Géorgie                                              | 19                                           | 6                                            |                                                               |                                                               |    |  |                                                      |                                                      |
|  | Belgique                                             | le 14 novembre 2023 à 16h00 au stade Markéta, Prague |                                              | 6                                            |                                                               |                                                               |    |  |                                                      |                                                      |
|  | Pays-Bas                                             | 34                                                   |                                              |                                              |                                                               |                                                               |    |  |                                                      |                                                      |
|  | Pays-Bas                                             | 34                                                   | Pays-Bas                                     | 10                                           |                                                               |                                                               |    |  |                                                      |                                                      |
|  | le 11 novembre 2023 à 13h50 au stade Markéta, Prague | le 11 novembre 2023 à 13h50 au stade Markéta, Prague | Pays-Bas                                     | 10                                           | Match pour la 3e place                                        | Match pour la 3e place                                        |    |  |                                                      |                                                      |
|  | le 11 novembre 2023 à 13h50 au stade Markéta, Prague | le 11 novembre 2023 à 13h50 au stade Markéta, Prague |                                              | Géorgie                                      | Match pour la 3e place                                        | Match pour la 3e place                                        | 29 |  |                                                      |                                                      |
|  | Géorgie                                              | 86                                                   | le 18 novembre 2023 au stade Markéta, Prague | le 18 novembre 2023 au stade Markéta, Prague |                                                               |                                                               | 29 |  |                                                      |                                                      |
|  | Géorgie                                              | 86                                                   | le 18 novembre 2023 au stade Markéta, Prague | le 18 novembre 2023 au stade Markéta, Prague |                                                               |                                                               |    |  |                                                      |                                                      |
|  | Suisse                                               | 10                                                   |                                              | Espagne                                      | 26                                                            |                                                               |    |  |                                                      |                                                      |
|  | Suisse                                               | 10                                                   |                                              | Espagne                                      | 26                                                            |                                                               |    |  |                                                      |                                                      |
|  |                                                      |                                                      |                                              |                                              |                                                               |                                                               |    |  | Pays-Bas                                             | 13                                                   |
|  |                                                      |                                                      |                                              |                                              |                                                               |                                                               |    |  | Pays-Bas                                             | 13                                                   |

#### Matchs de classement
|  | Demi-finales de classement                           | Demi-finales de classement                           |                        |    | Match pour la 5e place                               | Match pour la 5e place                               |
|  | Demi-finales de classement                           | Demi-finales de classement                           |                        |    | Match pour la 5e place                               | Match pour la 5e place                               |
|  |                                                      |                                                      |                        |    |                                                      |                                                      |
|  | le 14 novembre 2023 à 11h00 au stade Markéta, Prague | le 14 novembre 2023 à 11h00 au stade Markéta, Prague |                        |    | le 18 novembre 2023 à 12h45 au stade Markéta, Prague | le 18 novembre 2023 à 12h45 au stade Markéta, Prague |
|  | le 14 novembre 2023 à 11h00 au stade Markéta, Prague | le 14 novembre 2023 à 11h00 au stade Markéta, Prague |                        |    | le 18 novembre 2023 à 12h45 au stade Markéta, Prague | le 18 novembre 2023 à 12h45 au stade Markéta, Prague |
|  | Belgique                                             | 31                                                   |                        |    | le 18 novembre 2023 à 12h45 au stade Markéta, Prague | le 18 novembre 2023 à 12h45 au stade Markéta, Prague |
|  | Belgique                                             | 31                                                   |                        |    | le 18 novembre 2023 à 12h45 au stade Markéta, Prague | le 18 novembre 2023 à 12h45 au stade Markéta, Prague |
|  | Suisse                                               | 0                                                    |                        |    | le 18 novembre 2023 à 12h45 au stade Markéta, Prague | le 18 novembre 2023 à 12h45 au stade Markéta, Prague |
|  | Suisse                                               | 0                                                    | Belgique               | 20 |                                                      |                                                      |
|  | le 14 novembre 2023 à 17h30 au stade Markéta, Prague |                                                      | Belgique               | 20 |                                                      |                                                      |
|  |                                                      | Roumanie                                             | 22                     |    |                                                      |                                                      |
|  | Roumanie                                             | Roumanie                                             | 22                     | 18 |                                                      |                                                      |
|  | Roumanie                                             |                                                      |                        | 18 |                                                      |                                                      |
|  | Tchéquie                                             | 15                                                   |                        |    |                                                      |                                                      |
|  | Tchéquie                                             | 15                                                   | Match pour la 7e place |    |                                                      |                                                      |
|  |                                                      |                                                      |                        |    |                                                      |                                                      |
|  | le 18 novembre 2023 à 11h00 au stade Markéta, Prague |                                                      |                        |    |                                                      |                                                      |
|  |                                                      |                                                      |                        |    |                                                      |                                                      |
|  | Suisse                                               | 12                                                   |                        |    |                                                      |                                                      |
|  | Suisse                                               | 12                                                   |                        |    |                                                      |                                                      |
|  | Tchéquie                                             | 54                                                   |                        |    |                                                      |                                                      |
|  | Tchéquie                                             | 54                                                   |                        |    |                                                      |                                                      |

## Résultats détaillés

### Demi-finales
| 14 novembre 2023 13 h 20 UTC+01:00 | Portugal | 34-6 (19-6) | Espagne                                    | stade Markéta, Prague 25 spectateurs Arbitre : Papuna Chiqaberidze |
| 14 novembre 2023 13 h 20 UTC+01:00 | Essai(s) : 5 José Lavos (9e), Miguel Romero (30e, 38e), Tomas Marques (34e), Sebastiao Stilwell (60e) Transformation(s) : 3 Tomas Marques (10e, 35e, 39e) Pénalité(s) : 1 Tomas Marques (10e) | Rapport     | Pénalité(s) : 2 Gonzalo Otamendi (5e, 34e) | stade Markéta, Prague 25 spectateurs Arbitre : Papuna Chiqaberidze |
| 14 novembre 2023 13 h 20 UTC+01:00 | | Rapport     |                                            | stade Markéta, Prague 25 spectateurs Arbitre : Papuna Chiqaberidze |

| 14 novembre 2023 14 h 50 UTC+01:00 | Pays-Bas                                                                | 10-29 (3-7) | Géorgie | stade Markéta, Prague Arbitre : Francisco Poiares Serra |
| 14 novembre 2023 14 h 50 UTC+01:00 | Essai(s) : 1 Essai de pénalité (70e) Pénalité(s) : 1 Ilan Vaassen (32e) | Rapport     | Essai(s) : 5 Shota Khekadze (29e), Luka Keshelava (45e), Mikheil Khakhubia (50e), Giorgi Meshkidze (56e), Andro Dvali (65e) Transformation(s) : 2 Buba Nozadze (30e), Gigi Sirbiladze (46e) | stade Markéta, Prague Arbitre : Francisco Poiares Serra |
| 14 novembre 2023 14 h 50 UTC+01:00 |                                                                         | Rapport     | | stade Markéta, Prague Arbitre : Francisco Poiares Serra |

### Finale
| 18 novembre 2023 18 h 30 UTC+01:00 | Portugal                            | 3-19 (0-14) | Géorgie | stade Markéta, Praque 500 spectateurs Arbitre : Kevin Bralley |
| 18 novembre 2023 18 h 30 UTC+01:00 | Pénalité(s) : 1 Tomas Marques (45e) | Rapport     | Essai(s) : 3 Tariel Burtikashvili (9e), Andro Dvali (19e), Giorgi Spanderashvili (68e) Transformation(s) : 2 Gigi Sirbiladze (10e, 20e) | stade Markéta, Praque 500 spectateurs Arbitre : Kevin Bralley |
| 18 novembre 2023 18 h 30 UTC+01:00 |                                     | Rapport     | | stade Markéta, Praque 500 spectateurs Arbitre : Kevin Bralley |